# Исетско-Ставропольский 4-й казачий полк
4-й Исетско-Ставропольский казачий полк — воинское формирование Оренбургского казачьего войска Русской императорской армии.
- Старшинство —

## История
- 1873 г. Февраля 22. Повелено из сотен Оренбургского войска, находящихся на службе в Туркестанском крае, сформировать Оренбургский казачий № 1-го полк.
  - Примечание. 1874 г. Августа 9 — Полк сформирован из 1-й, 4-й, 5-й, 6-й сотен.
- 1882 г. Июля 13. Назван — Оренбургский казачий № 4-го полк.
- 1894 г. Мая 24. Назван — 4-й Оренбургский казачий полк.
- 1913 г. Декабря 25. Получил наименование 4-й Исетско-Ставропольский полк Оренбургского казачьего войска.

## Знаки отличия полка
- Полковое знамя — простое, пожалованное при сформировании, из числа пожалованных конным полкам Оренбургского войска 1842 г. Мая 6.
- Знаки отличия на головные уборы „За штурм крепости Геок-Тепе 12-го Января 1881 года“ в 1-й сотне, пожалованные  1882 г. Июня 4.
- Одиночные белевые петлицы на воротнике и обшлагах мундиров нижних чинов, пожалованные 1908 г. Декабря 6.

## Знамя полка
Простое знамя в виде прапора пожалованное 1842 г. Мая 6. Полотнище зелёное, фон под вензелем на лицевой стороны и под орлом — на оборотной — оранжевый. Шитьё  золотое. Навершие — копьё с вензелем. Древко чёрное. Состояние плохое. Судьба неизвестна.

## Полковая форма
При общей казачьей форме полк носил: мундир, чекмень, тулья — темно-зелёный, клапан — пальто, шинели, лампас, колпак папахи, погоны, околыш, выпушка — светло-синий. На погонах шифровка — Жёлтая «4.О.»

## Командиры
- 11.03.1906 — 10.05.1906 — полковник Гурьев, Михаил Григорьевич
- 10.05.1906 — 09.05.1907 — полковник Дутов, Илья Петрович
- 17.06.1907 — 12.10.1911[1] — полковник Кременцов, Пётр Иванович
- 12.10.1911 — 13.06.1917 — полковник Красноярцев, Николай Григорьевич
- 15.07.1917 — хх.хх.хххх — полковник Зайцев, Иван Матвеевич